# 苦槛蓝属
苦槛蓝属（学名：Myoporum）是苦槛蓝科下的一个属，为灌木植物，有时为乔木。该属共有约32种，分布于大洋洲和亚洲。